# Ingolfiella putealis
Ingolfiella putealis är en kräftdjursart. Ingolfiella putealis ingår i släktet Ingolfiella och familjen Ingolfiellidae. Inga underarter finns listade i Catalogue of Life.